# Tasana Camara
Pour les articles homonymes, voir Camara.
Tasana Camara, né le 24 janvier 1958, est un joueur de balafon, de djembé et de kora guinéen.

## Carrière
Originaire de la république de Guinée, en Afrique de l'Ouest. Il s'est produit avec le Ballet Sénégal, le Ballet la Maise, le Ballet Djouliba et le Ballet national de Guinée. Il a contribué à la création du Groupe Laiengee, une troupe de spectacles en Guinée composée d'enfants souffrant de handicaps importants. En 2008, Tasana et Group Laiengee se sont associés au Dr Donald DeVito au Sidney Lanier Center, une école publique de Gainesville, en Floride, pour étudiants américains handicapés. Ce projet a été inclus dans le Compendium des Nations unies sur La musique en tant que ressource naturelle afin de trouver des moyens de faire des programmes musicaux une source d'opportunités économiques pour les communautés en développement du monde entier. Camara s'est produit au Carnegie Hall de New York le 21 mai 2010 avec le Sidney Lanier School Music Ensemble (musiciens de l'American School et du Group Laiengee). La représentation à New York a été financée par une subvention du National Endowment of the Arts.

## Reconnaissance
Il a été nommé et a remporté le « Community Music Award » de la Jubilation Foundation.

## Vie privée
Il réside actuellement dans l'ouest de la Pennsylvanie, donne des cours de musique et se produit dans des salles locales ainsi que dans le reste des États-Unis.